# Іл-Граунд 2
Іл-Граунд 2 (англ. Eel Ground 2) — індіанська резервація в Канаді, у провінції Нью-Брансвік, у межах графства Нортамберленд.

## Населення
За даними перепису 2016 року, індіанська резервація нараховувала 532 особи, показавши зростання на 18,8%, порівняно з 2011-м роком. Середня густина населення становила 48,8 осіб/км².
З офіційних мов обидвома одночасно володіли 25 жителів, тільки англійською — 505. Усього 70 осіб вважали рідною мовою не одну з офіційних, з них 65 — одну з корінних мов.
Працездатне населення становило 47,5% усього населення, рівень безробіття — 23,7%.
Середній дохід на особу становив $24 593 (медіана $19 168), при цьому для чоловіків — $26 716, а для жінок $22 914 (медіани — $18 752 та $19 251 відповідно).
37% мешканців мали закінчену шкільну освіту, не мали закінченої шкільної освіти — 24,7%, 37% мали післяшкільну освіту, з яких 23,3% мали диплом бакалавра, або вищий.
| Статево-вікова структура населення | Статево-вікова структура населення | Статево-вікова структура населення | Статево-вікова структура населення | Статево-вікова структура населення |
| ---------------------------------- | ---------------------------------- | ---------------------------------- | ---------------------------------- | ---------------------------------- |
|                                    |                                    |                                    |                                    |                                    |
| Всього                             | Всього                             | 45,3%54,7%                         |                                    |                                    |
| 0 — 14 років                       | 0 — 14 років                       |                                    | 25,2%                              | 25,2%                              |
| 15 — 64 років                      | 15 — 64 років                      |                                    | 67,3%                              | 67,3%                              |
| 65 і більше                        | 65 і більше                        |                                    | 7,5%                               | 7,5%                               |
| Середній вік (років)               | Середній вік (років)               | 31,934,2                           | 33,2                               | 33,2                               |
| Медіана (років)                    | Медіана (років)                    | 28,033,7                           | 31,0                               | 31,0                               |
| — чоловіки — жінки                 |                                    |                                    |                                    |                                    |

| Походження мешканців:     | Походження мешканців:     | Походження мешканців: | Походження мешканців: | Походження мешканців: |
| ------------------------- | ------------------------- | --------------------- | --------------------- | --------------------- |
| Походження                |                           |                       | осіб                  | %                     |
| Корінні американці        | Корінні американці        |                       | 455                   | 85.85%                |
| Інше північноамериканське | Інше північноамериканське |                       | 70                    | 13.21%                |
| Європейське               | Європейське               |                       | 35                    | 6.6%                  |
| британське                | британське                |                       | 25                    | 4.72%                 |
| французьке                | французьке                |                       | 10                    | 1.89%                 |
| українське                | українське                |                       | 10                    | 1.89%                 |
| Азійське                  | Азійське                  |                       | 10                    | 1.89%                 |

## Клімат
Середня річна температура становить 4,6°C, середня максимальна – 23,2°C, а середня мінімальна – -17,2°C. Середня річна кількість опадів – 1 097 мм.
| Клімат поселення                              | Клімат поселення | Клімат поселення | Клімат поселення | Клімат поселення | Клімат поселення | Клімат поселення | Клімат поселення | Клімат поселення | Клімат поселення | Клімат поселення | Клімат поселення | Клімат поселення | Клімат поселення |
| Показник                                      | Січ.             | Лют.             | Бер.             | Квіт.            | Трав.            | Черв.            | Лип.             | Серп.            | Вер.             | Жовт.            | Лист.            | Груд.            |                  |
| Середній максимум, °C                         | −4,29            | −2,7             | 2,82             | 9,06             | 15,90            | 21,56            | 23,24            | 22,31            | 17,28            | 11,27            | 5,16             | −2,69            |                  |
| Середня температура, °C                       | −10,71           | −9,14            | −3,6             | 2,63             | 9,48             | 15,14            | 18,95            | 18,03            | 13,02            | 7,02             | 0,87             | −6,96            |                  |
| Середній мінімум, °C                          | −17,15           | −15,56           | −10,02           | −3,8             | 3,04             | 8,70             | 14,70            | 13,75            | 8,75             | 2,73             | −3,38            | −11,22           |                  |
| Норма опадів, мм                              | 93               | 70               | 84               | 81               | 102              | 90               | 102              | 93               | 86               | 99               | 100              | 97               |                  |
| Середньомісячна швидкість вітру, м/с          | 3.85             | 3.81             | 3.97             | 3.82             | 3.52             | 3.10             | 2.80             | 2.73             | 2.99             | 3.37             | 3.59             | 3.78             |                  |
| Середньомісячна сонячна радіація, кДж/м²·день | 5201             | 8626             | 12449            | 15466            | 18186            | 20207            | 19840            | 17390            | 12914            | 8065             | 4778             | 3878             |                  |
| --------------------------------------------- | ---------------- | ---------------- | ---------------- | ---------------- | ---------------- | ---------------- | ---------------- | ---------------- | ---------------- | ---------------- | ---------------- | ---------------- | ---------------- |
| Джерело:                                      |                  |                  |                  |                  |                  |                  |                  |                  |                  |                  |                  |                  |                  |